# José Casellas
José Enrique Casellas Peón (* um 1959 in Mérida, Yucatán), auch bekannt unter den Spitznamen El Potro Peninsular und El Flaco (dt. Der Schlanke), ist ein ehemaliger mexikanischer Fußballspieler auf der Position eines Stürmers und einer von nur wenigen auf der Halbinsel Yucatán geborenen Spieler, die den Sprung in die höchste mexikanische Spielklasse geschafft haben.

## Laufbahn

### Als Spieler
Mit dem Fußballsport begann Casellas in der Escuela Modelo und spielte anschließend für verschiedene Mannschaften in der Amateurliga des Bundesstaates Yucatán. Seinen ersten Profivertrag erhielt er 1981 bei den Leones del IMSS. Nachdem er in der Saison 1981/82 Torschützenkönig dieser Liga geworden war und in der folgenden Saison 1982/83 den zweiten Platz in der Liste der besten Torschützen belegt hatte, wurde der ebenfalls von der IMSS kontrollierte CD Cuautla auf Casellas aufmerksam und verpflichtete ihn. Dort setzte sich seine erfolgreiche Torjagd fort und er wurde erneut zweitbester Torschütze in der Liga. Dieser neuerliche Erfolg weckte das Interesse der Talentscouts des zu jener Zeit ebenfalls von der IMSS kontrollierten CF Atlante, die ihn in die Hauptstadt holten. In der Sondersaison 1985/86, die in zwei Kurzturniere – das Torneo Prode 85 und das Torneo México 86 – unterteilt war, gehörte er mit 5 bzw. 8 Toren zu den erfolgreichsten Torjägern der Liga und belegte jeweils den vierten Rang.
Durch diese Leistung weckte Casellas das Interesse des finanzstärkeren Stadtrivalen CD Cruz Azul, der ihn für die darauffolgende Saison 1986/87 verpflichtete. Weil bei den Cementeros allerdings Agustín Manzo eine überragende Saison spielte und insgesamt 16 Treffer erzielte, musste Casellas meistens auf der Bank Platz nehmen und kam nur zu wenigen Einsätzen. Weil der Verein für Casellas offensichtlich keine Verwendung fand, gab er ihn für die folgende Saison 1987/88 an den CD Coyotes Neza aus dem benachbarten Nezahualcóyotl ab. Dort lief Casellas erneut zur Hochform auf und erzielte insgesamt 17 Treffer. Weil die Coyotes sich nach dieser Spielzeit aber aus der Liga zurückzogen, musste Casellas erneut den Verein wechseln und kam schließlich zum Club Atlas aus Mexikos zweitgrößter Stadt Guadalajara. Dort lief es für ihn von Anfang an nicht gut. Er hatte nicht allzu viele Einsätze, erzielte nur wenige Tore und überwarf sich schließlich noch mit dem Management, so dass er anschließend wegen Undiszipliniertheit für 3 Jahre gesperrt wurde. Es war das Ende seiner fußballerischen Laufbahn auf höchster Ebene. Aber er trainierte eisern weiter und erhielt 1992 ein Angebot des Zweitligisten Pioneros de Cancún. Kurze Zeit später wurde dort allerdings eine Verjüngung der Mannschaft vorgenommen und die älteren Spieler – unter ihnen Casellas – wurden aussortiert.

### Als Trainer und Manager
In der Saison 1993/94 wurde Casellas als Assistenztrainer in den Trainerstab der Pioneros aufgenommen. Später war er 3 Jahre im Management des Stadtrivalen Serpientes de Cancún und anschließend als Assistenztrainer bei Inter Playa del Carmen im Einsatz. Inzwischen ist er als Generalmanager bei den Pioneros de Cancún tätig.